# Organización territorial de Hesse

Escudo de armas del País de Hesse.

Los 3 distritos gubernamentales (Regierungsbezirke), las 3 ciudades autónomas (kreisfreie Städte) y los 21 distritos territoriales (Landkreise/Kreise) del País de Hesse.

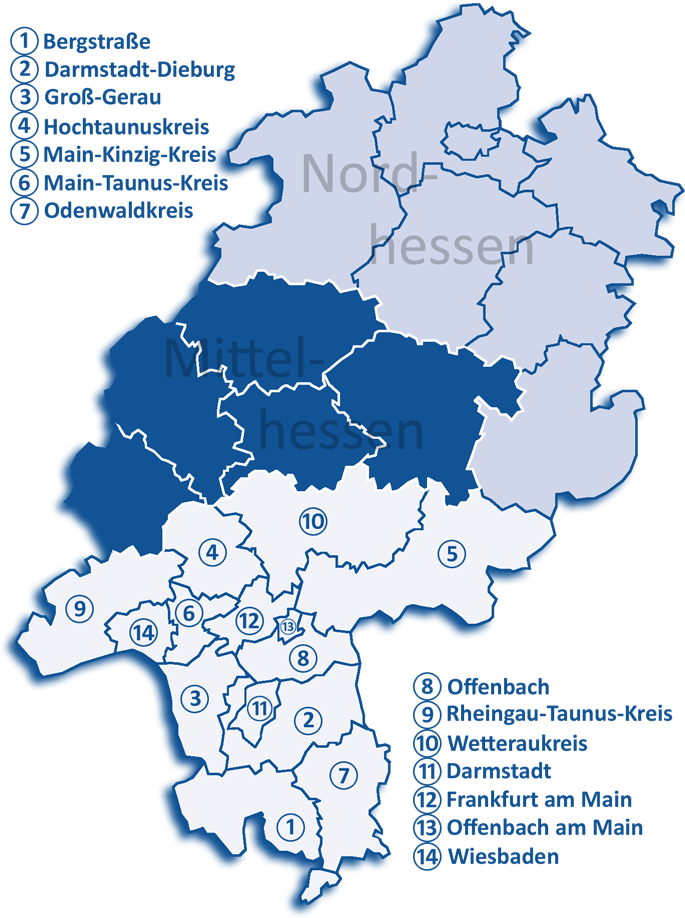
Situación del Distrito Gubernamental de Darmstadt en el País de Hesse.

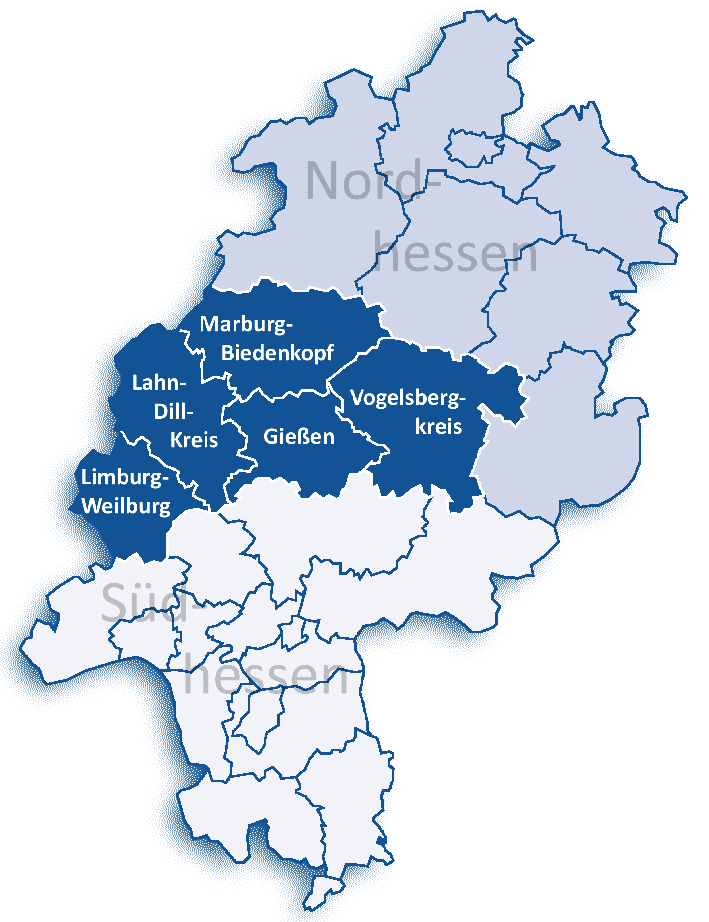
Situación del Distrito Gubernamental de Giessen en el País de Hesse.

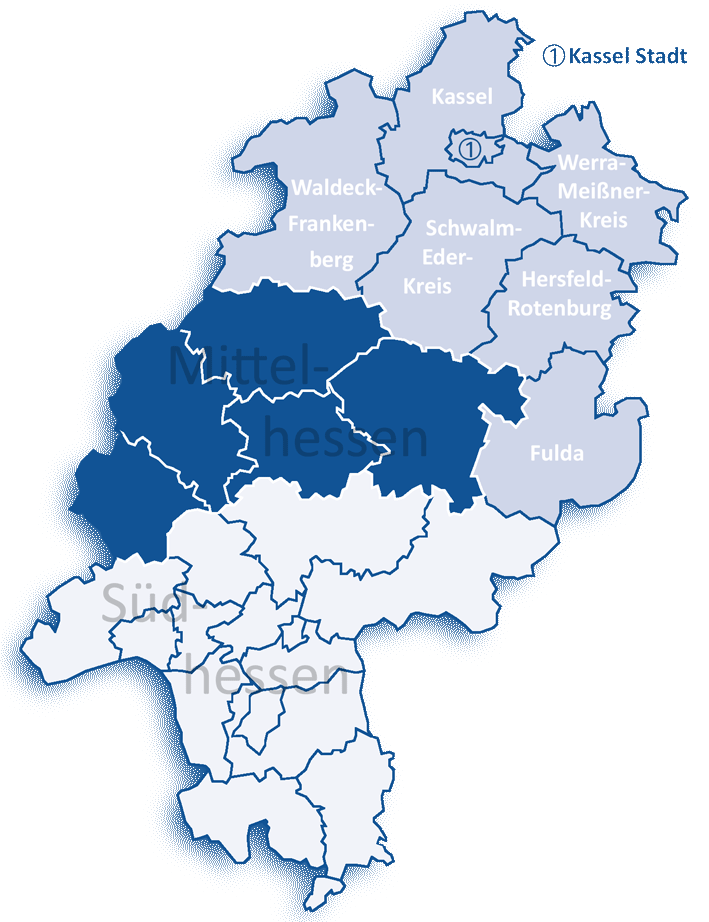
Situación del Distrito Gubernamental de Kassel en el País de Hesse.

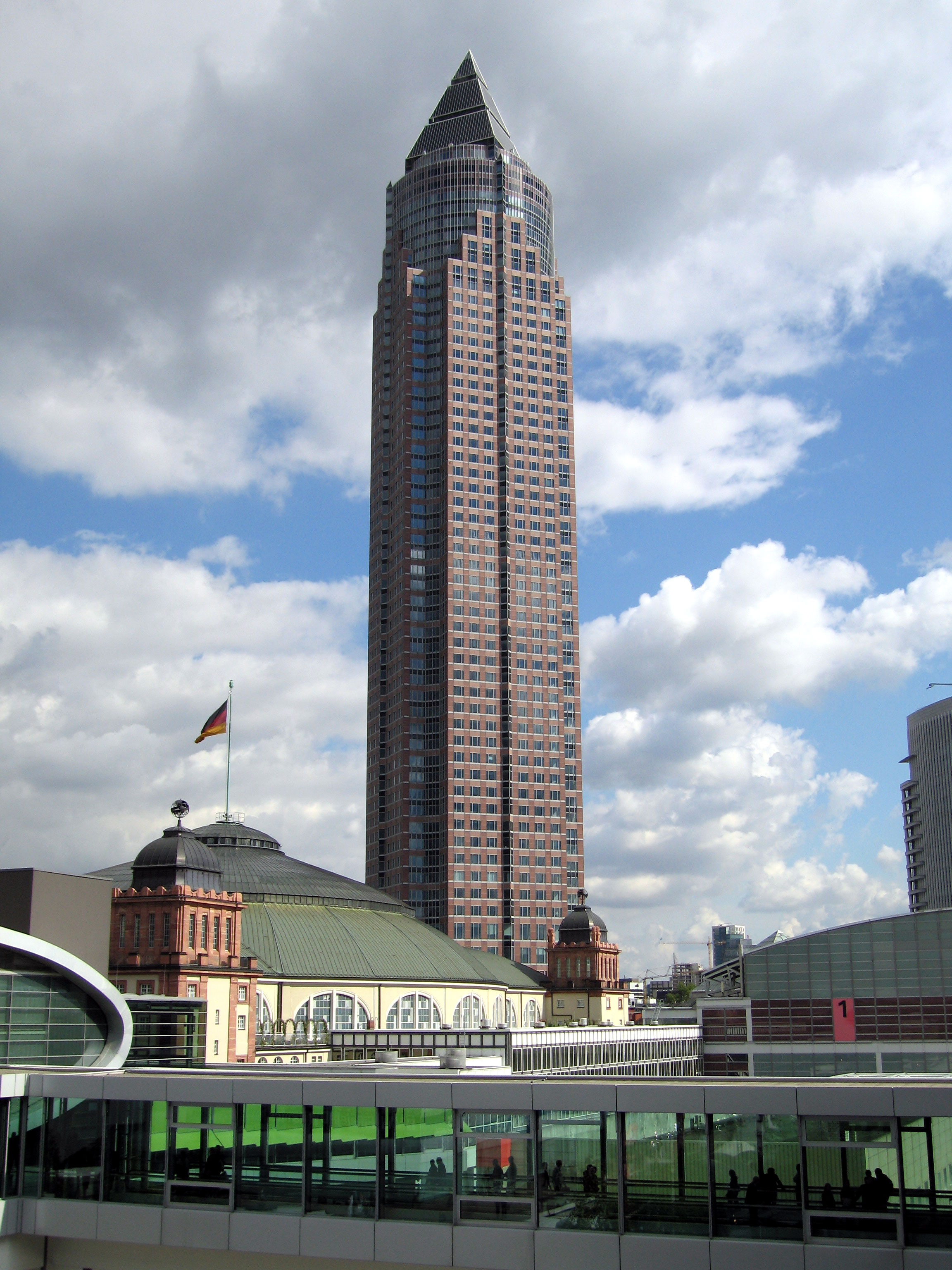
Fráncfort del Meno: la Messeturm.

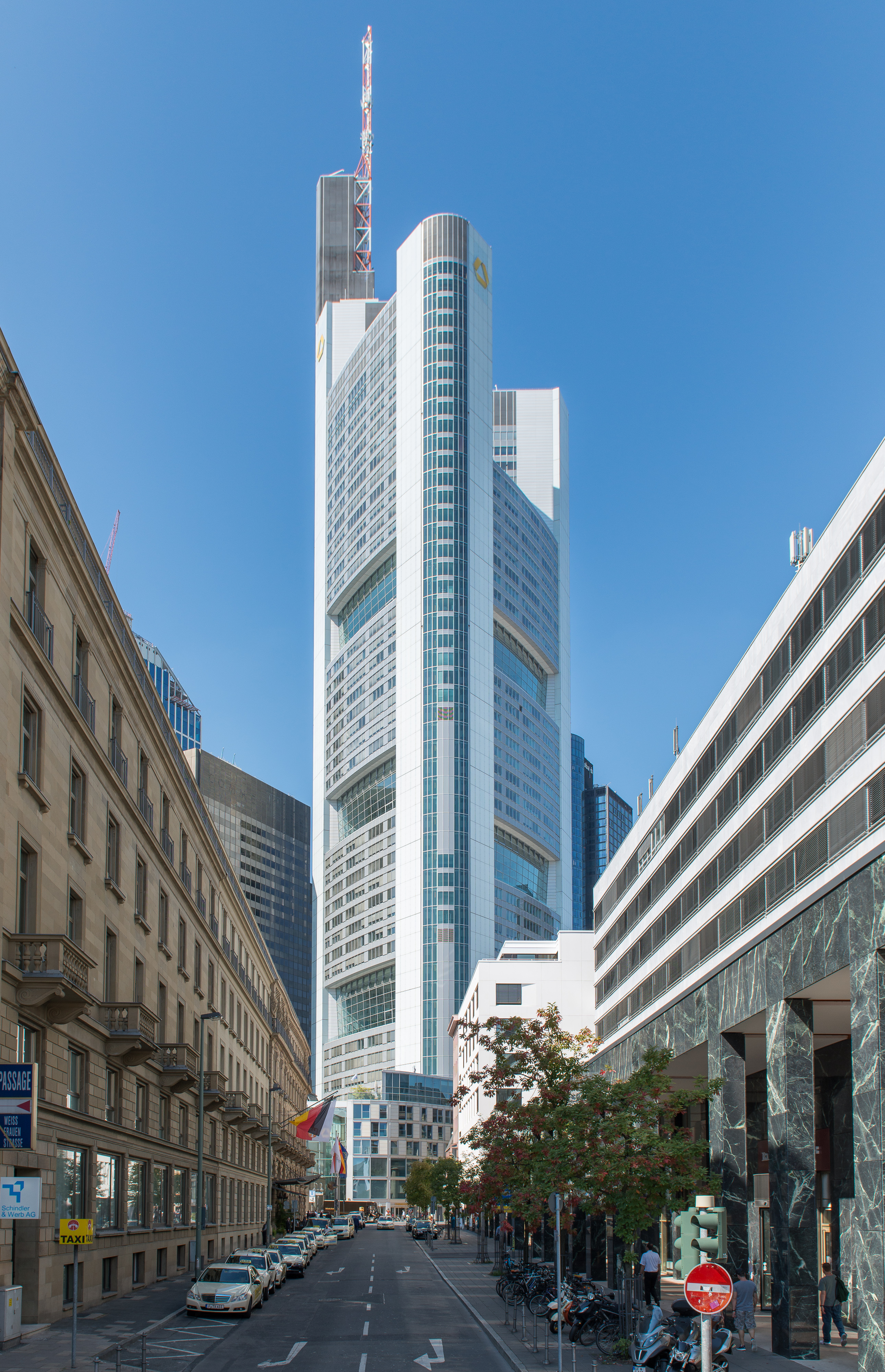
Fráncfort del Meno: la Commerzbank Tower.

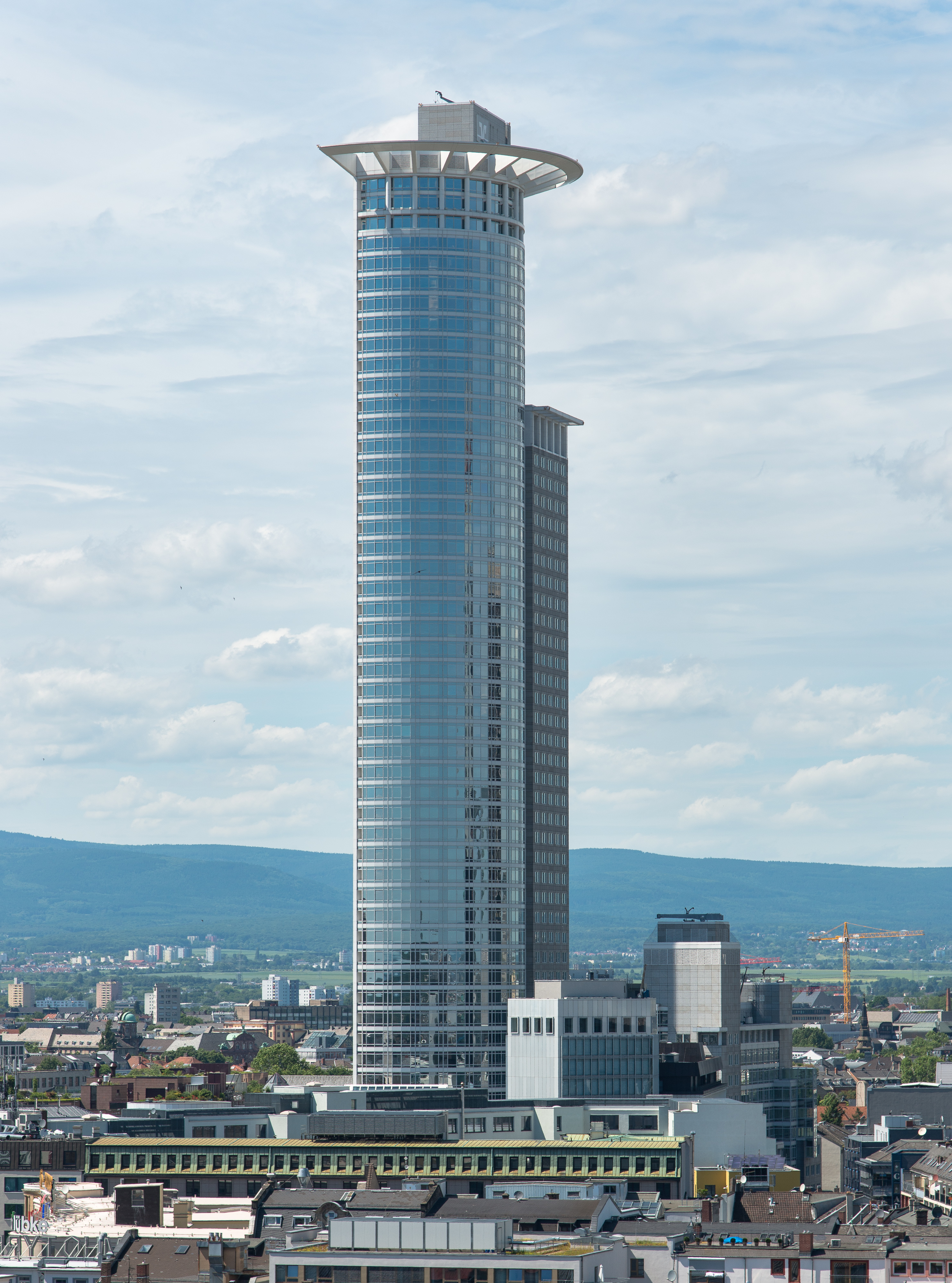
Fráncfort del Meno: la Westendstraße 1.

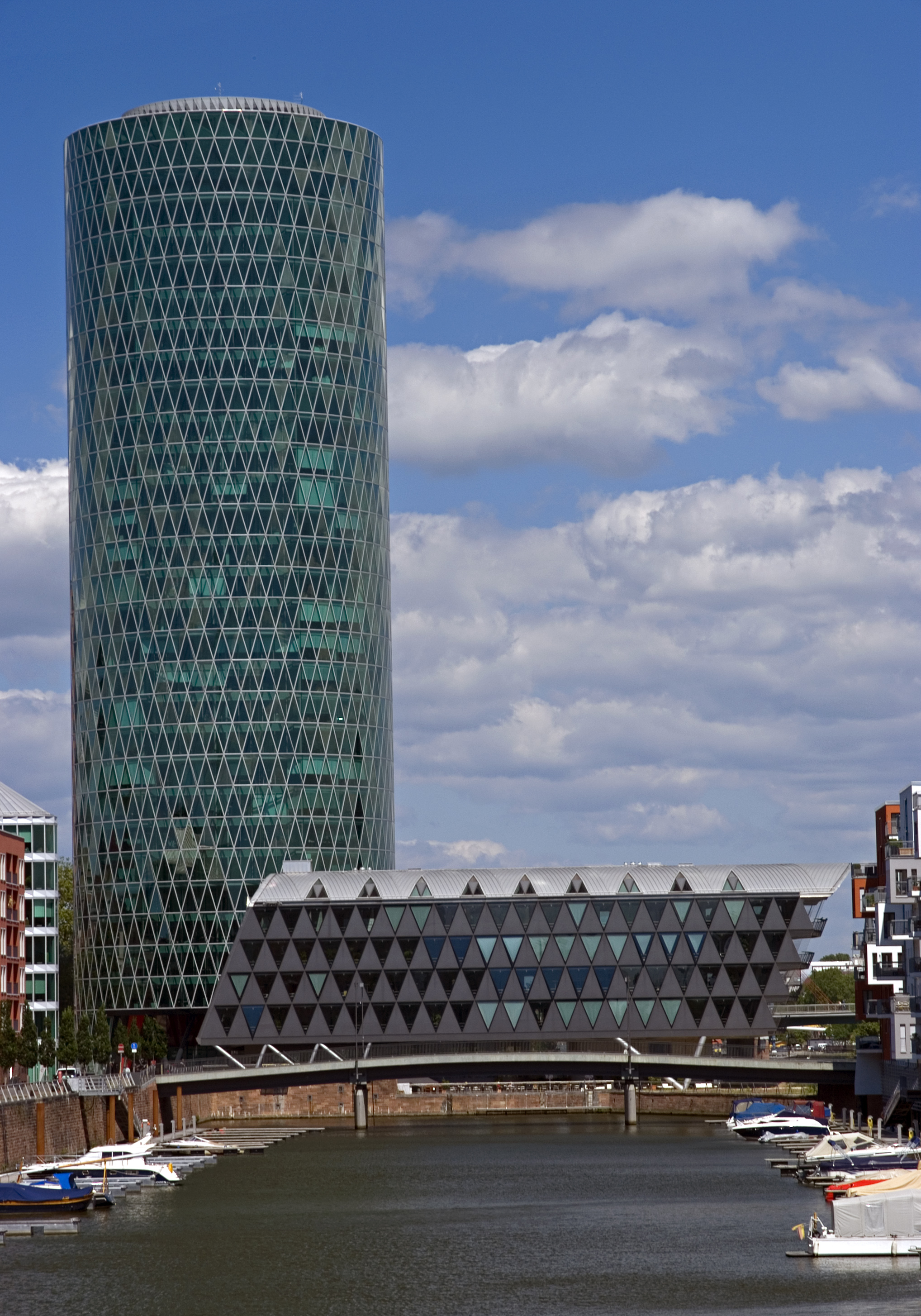
Fráncfort del Meno: la Westhafen Tower.

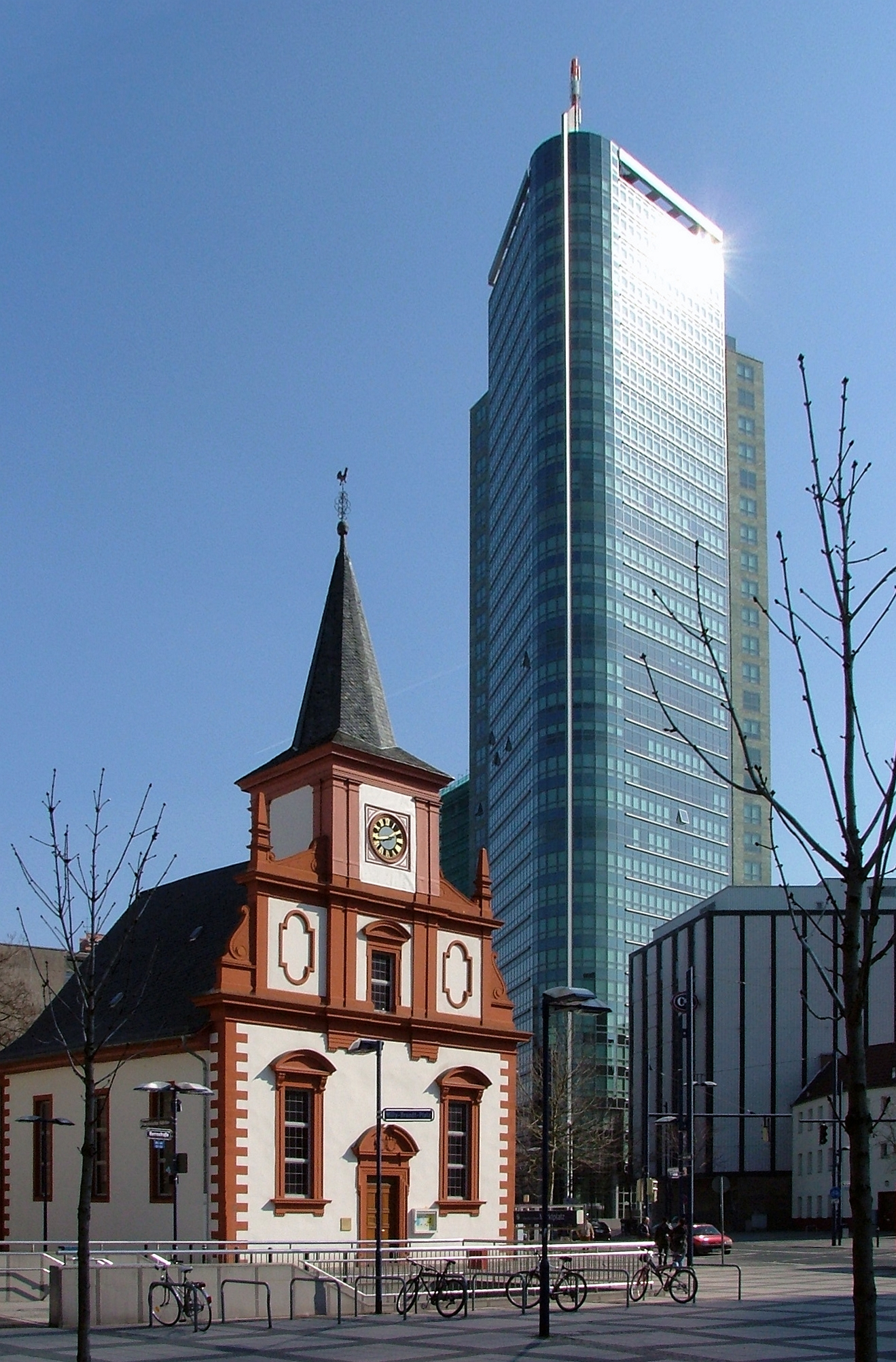
Offenbach del Meno: la City Tower, junto a la Iglesia Francesa Reformada (Französisch-Reformierte Kirche).

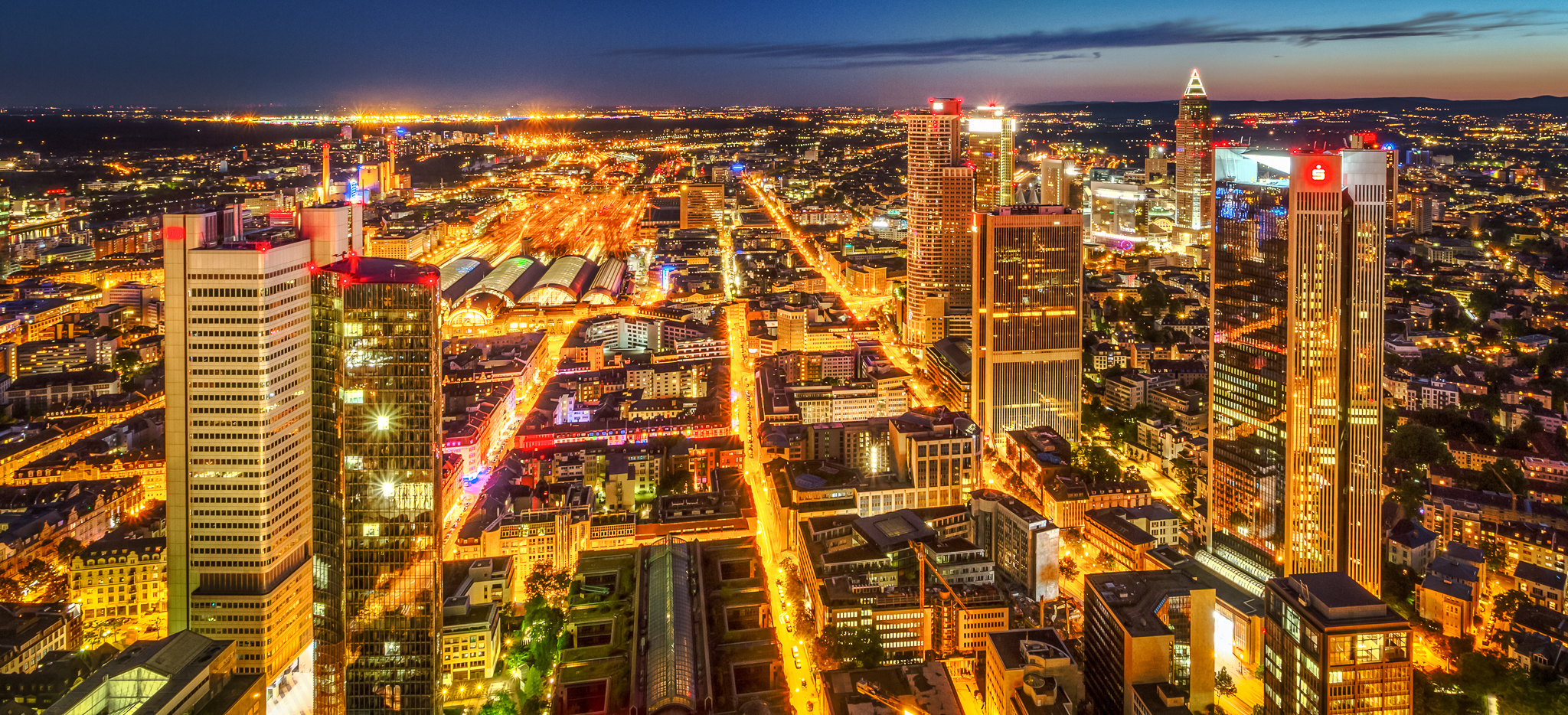
Fráncfort del Meno de noche.

El País de Hesse [Hessia] (Land Hessen) es un Estado federado (Bundesland) alemán. Limita al norte con el País de la Baja Sajonia, al este con el Estado Libre de Turingia y el Estado Libre de Baviera, al sur con el País de Baden-Wurtemberg y al oeste con el País de Renania-Palatinado y el País de Renania del Norte-Westfalia.

## Organización territorial básica de Hesse
La división político-administrativa de Hesse está estructurada en tres escalafones administrativos:
- Primer escalafón: 3 distritos gubernamentales.
- Segundo escalafón: 5 ciudades no integradas en distritos y 21 distritos territoriales.
- Tercer escalafón: 426 municipios y 4 territorios no integrados en municipios.

De los 426 municipios hessenses, 191 tienen la consideración de ciudades y 235 no ostentan, por el contrario, dicho título.
Las ciudades no integradas en distritos son también municipios y ciudades y están incluidas en las cantidades correspondientes señaladas anteriormente.

## Distrito Gubernamental de Darmstadt(Regierungsbezirk Darmstadt)
- Darmstadt; kreisfreie Stadt, Kreisstadt (Ortsteil de Kranichstein) y RB-Verwaltungssitz.
- Fráncfort del Meno (Frankfurt am Main), kreisfreie Stadt.
- Ófembach del Meno (Offenbach am Main), kreisfreie Stadt.
- Wiesbaden, Landeshauptstadt y kreisfreie Stadt.

### Distrito de la Bergstrasse(Kreis Bergstraße)[22 municipios]
Ciudades (10): Bensheim, Bürstadt, Heppenheim (Kreisstadt), Hirschhorn, Lampertheim, Lindenfels, Lorsch, Neckarsteinach, Viernheim y Zwingenberg.
Otros municipios (12): Abtsteinach, Biblis, Birkenau, Einhausen, Fürth, Gorxheimertal, Grasellenbach, Groß-Rohrheim, Lautertal (Odenwald), Mörlenbach, Rimbach y Wald-Michelbach.
Territorio no integrado en municipio: Selbstständige Gemarkung de Michelbuch, gemeindefreies Gebiet.

### Distrito Territorial de Darmstadt y Dieburgo(Landkreis Darmstadt-Dieburg)[23 municipios]
Ciudades (9): Babenhausen, Dieburgo (Dieburg), Griesheim, Groß-Bieberau, Groß-Umstadt, Ober-Ramstadt, Pfungstadt, Reinheim y Weiterstadt.
Otros municipios (14): Alsbach-Hähnlein, Bickenbach, Eppertshausen, Erzhausen, Fischbachtal, Groß-Zimmern, Messel, Modautal, Mühltal, Münster, Otzberg, Roßdorf, Schaafheim y Seeheim-Jugenheim.

### Distrito de Gross-Gerau(Kreis Groß-Gerau)[14 municipios]
Ciudades (8): Gernsheim, Ginsheim-Gustavsburg, Gross-Gerau (Groß-Gerau; Kreisstadt), Kelsterbach, Mörfelden-Walldorf, Raunheim, Riedstadt y Rüsselsheim (Stadt mit Sonderstatus).
Otros municipios (6): Biebesheim, Bischofsheim, Büttelborn, Nauheim, Stockstadt y Trebur.

### Distrito del Taunus Superior(Hochtaunuskreis)[13 municipios]
Ciudades (8): Bad Homburg (Kreisstadt y Stadt mit Sonderstatus), Friedrichsdorf, Königstein, Kronberg, Neu-Anspach, Oberursel, Steinbach y Usingen.
Otros municipios (5): Glashütten, Grävenwiesbach, Schmitten, Wehrheim y Weilrod.

### Distrito del Meno y el Kinzig(Main-Kinzig-Kreis)[29 municipios]
Ciudades (12): Bad Orb, Bad Soden-Salmünster, Bruchköbel, Erlensee, Gelnhausen (Barbarossastadt; Kreisstadt), Hanau (Brüder-Grimm-Stadt; Stadt mit Sonderstatus), Langenselbold, Maintal, Nidderau, Schlüchtern, Steinau de la Vía Regia (Steinau an der Straße) y Wächtersbach.
Otros municipios (17): Biebergemünd, Birstein, Brachttal, Flörsbachtal, Freigericht, Großkrotzenburg, Gründau, Hammersbach, Hasselroth, Jossgrund, Linsengericht, Neuberg, Niederdorfelden, Rodenbach, Ronneburg, Schöneck y Sinntal.
Territorio no integrado en municipio: Gutsbezirk del Spessart, gemeindefreies Gebiet.

### Distrito del Meno y el Taunus(Main-Taunus-Kreis)[12 municipios]
Ciudades (9): Bad Soden del Taunus (Bad Soden am Taunus), Eppstein, Eschborn, Flörsheim, Hattersheim, Hochheim, Hofheim (Kreisstadt), Kelkheim y Schwalbach.
Otros municipios (3): Kriftel, Liederbach y Sulzbach.

### Distrito del Odenwald(Odenwaldkreis)[15 municipios]
Ciudades (5): Bad König, Beerfelden, Breuberg, Erbach (Kreisstadt) y Michelstadt.
Otros municipios (10): Brensbach, Brombachtal, Fränkisch-Crumbach, Hesseneck, Höchst, Lützelbach, Mossautal, Reichelsheim (Odenwald), Rothenberg y Sensbachtal.

### Distrito Territorial de Ófembach(Landkreis Offenbach)[13 municipios]
Ciudades (10): Dietzenbach (Kreisstadt), Dreieich, Heusenstamm, Langen, Mühlheim, Neu-Isenburg, Obertshausen, Rödermark, Rodgau y Seligenstadt.
Otros municipios (3): Egelsbach, Hainburg y Mainhausen.

### Distrito del Rheingau y el Taunus(Rheingau-Taunus-Kreis)[17 municipios]
Ciudades (8): Bad Schwalbach (Kreisstadt), Eltville, Geisenheim, Idstein, Lorch, Oestrich-Winkel, Rüdesheim y Taunusstein.
Otros municipios (9): Aarbergen, Heidenrod, Hohenstein, Hünstetten, Kiedrich, Niedernhausen, Schlangenbad, Waldems y Walluf.

### Distrito del Wetterau(Wetteraukreis)[25 municipios]
Ciudades (14): Bad Nauheim, Bad Vilbel, Büdingen, Butzbach, Florstadt, Friedberg (Kreisstadt), Gedern, Karben, Münzenberg, Nidda, Niddatal, Ortenberg, Reichelsheim (Wetterau) y Rosbach.
Otros municipios (11): Altenstadt, Echzell, Glauburg, Hirzenhain, Kefenrod, Limeshain, Ober-Mörlen, Ranstadt, Rockenberg, Wölfersheim y Wöllstadt.

## Distrito Gubernamental de Giessen(Regierungsbezirk Gießen)

### Distrito Territorial de Giessen(Landkreis Gießen)[18 municipios]
Ciudades (10): Allendorf (Lumda), Giessen (Universitätsstadt Gießen; Kreisstadt, Stadt mit Sonderstatus y RB-Verwaltungssitz), Grünberg, Hungen, Laubach, Lich, Linden, Lollar, Pohlheim y Staufenberg.
Otros municipios (8): Biebertal, Buseck, Fernwald, Heuchelheim, Langgöns, Rabenau, Reiskirchen y Wettenberg.

### Distrito del Lahn y el Dill(Lahn-Dill-Kreis)[23 municipios]
Ciudades (8): Aßlar, Braunfels, Dillenburg, Haiger, Herborn, Leun, Solms y Wetzlar (Kreisstadt y Stadt mit Sonderstatus).
Otros municipios (15): Bischoffen, Breitscheid, Dietzhölztal, Driedorf, Ehringshausen, Eschenburg, Greifenstein, Hohenahr, Hüttenberg, Lahnau, Mittenaar, Schöffengrund, Siegbach, Sinn y Waldsolms.

### Distrito Territorial de Limburgo y Weilburgo(Landkreis Limburg-Weilburg)[19 municipios]
Ciudades (5): Bad Camberg, Hadamar, Limburgo (Limburg; Kreisstadt), Runkel y Weilburgo (Weilburg).
Otros municipios (14): Beselich, Brechen, Dornburg, Elbtal, Elz, Hünfelden, Löhnberg, Mengerskirchen (Marktflecken), Merenberg (Marktflecken), Selters, Villmar (Marktflecken), Waldbrunn, Weilmünster (Marktflecken) y Weinbach.

### Distrito Territorial de Marburgo y Biedenkopf(Landkreis Marburg-Biedenkopf)[22 municipios]
Ciudades (9): Amöneburg, Biedenkopf, Gladenbach, Kirchhain, Marburgo (Universitätsstadt Marburg; Kreisstadt y Stadt mit Sonderstatus), Neustadt, Rauschenberg, Stadtallendorf y Wetter.
Otros municipios (13): Angelburg, Bad Endbach, Breidenbach, Cölbe, Dautphetal, Ebsdorfergrund, Fronhausen, Lahntal, Lohra, Münchhausen, Steffenberg, Weimar y Wohratal.

### Distrito del Vogelsberg(Vogelsbergkreis)[19 municipios]
Ciudades (10): Alsfeld, Grebenau, Herbstein, Homberg (Ohm), Kirtorf, Lauterbach (Kreisstadt), Romrod, Schlitz, Schotten y Ulrichstein.
Otros municipios (9): Antrifttal, Feldatal, Freiensteinau, Gemünden (Felda), Grebenhain, Lautertal (Vogelsberg), Mücke, Schwalmtal y Wartenberg.

## Distrito Gubernamental de Kassel(Regierungsbezirk Kassel)
- Kassel, documenta-Stadt; kreisfreie Stadt, Kreisstadt y RB-Verwaltungssitz.

### Distrito Territorial de Fulda(Landkreis Fulda)[23 municipios]
Ciudades (4): Fulda (Kreisstadt y Stadt mit Sonderstatus), Gersfeld, Hünfeld y Tann.
Otros municipios (19): Bad Salzschlirf, Burghaun, Dipperz, Ebersburg, Ehrenberg, Eichenzell, Eiterfeld, Flieden, Großenlüder, Hilders, Hofbieber, Hosenfeld, Kalbach, Künzell, Neuhof, Nüsttal, Petersberg, Poppenhausen y Rasdorf.

### Distrito Territorial de Hersfeld y Rotemburgo(Landkreis Hersfeld-Rotenburg)[20 municipios]
Ciudades (4): Bad Hersfeld (Kreisstadt), Bebra, Heringen y Rotemburgo (Rotenburg).
Otros municipios (16): Alheim, Breitenbach, Cornberg, Friedewald, Hauneck, Haunetal, Hohenroda, Kirchheim, Ludwigsau, Nentershausen, Neuenstein, Niederaula, Philippsthal, Ronshausen, Schenklengsfeld y Wildeck.

### Distrito Territorial de Kassel(Landkreis Kassel)[29 municipios]
Ciudades (11): Bad Karlshafen, Baunatal, Grebenstein, Hofgeismar, Immenhausen, Liebenau, Naumburg, Trendelburg, Vellmar, Wolfhagen y Zierenberg.
Otros municipios (18): Ahnatal, Bad Emstal, Breuna, Calden, Espenau, Fuldabrück, Fuldatal, Habichtswald, Helsa, Kaufungen, Lohfelden, Nieste, Niestetal, Oberweser, Reinhardshagen, Schauenburg, Söhrewald y Wahlsburg.
Territorio no integrado en municipio: Gutsbezirk del Reinhardswald, gemeindefreies Gebiet.

### Distrito del Schwalm y el Eder(Schwalm-Eder-Kreis)[27 municipios]
Ciudades (11): Borken, Felsberg, Fritzlar, Gudensberg, Homberg (Efze) [Kreisstadt], Melsungen, Neukirchen, Niedenstein, Schwalmstadt, Schwarzenborn y Spangenberg.
Otros municipios (16): Bad Zwesten, Edermünde, Frielendorf, Gilserberg, Guxhagen, Jesberg, Knüllwald, Körle, Malsfeld, Morschen, Neuental, Oberaula, Ottrau, Schrecksbach, Wabern y Willingshausen.

### Distrito de Waldeck y Frankenberg(Landkreis Waldeck-Frankenberg)[22 municipios]
Ciudades (13): Bad Arolsen, Bad Wildungen, Battenberg, Diemelstadt, Frankenau, Frankenberg, Gemünden (Wohra), Hatzfeld, Korbach (Kreisstadt), Lichtenfels, Rosenthal, Volkmarsen y Waldeck.
Otros municipios (9): Allendorf, Bromskirchen, Burgwald, Diemelsee, Edertal, Haina, Twistetal, Vöhl y Willingen.

### Distrito del Werra y el Meissner(Werra-Meißner-Kreis)[16 municipios]
Ciudades (8): Bad Sooden-Allendorf, Eschwege (Kreisstadt), Großalmerode, Hessisch Lichtenau, Sontra, Waldkappel, Wanfried y Witzenhausen.
Otros municipios (8): Berkatal, Herleshausen, Meinhard, Meissner (Meißner), Neu-Eichenberg, Ringgau, Wehretal y Weißenborn.
Territorio no integrado en municipio: Gutsbezirk del Kaufunger Wald, gemeindefreies Gebiet.

## Para saber más
A) Bibliografía general relativa a Hesse (en alemán):
- Bernd Heidenreich y Eckhart G. Franz (coord.): "Die Hessen und ihre Geschichte". Wiesbaden, 1999.
ISBN 3-927127-32-9.
- Eckhart G. Franz: "Die Chronik Hessens". Chronik-Verlag, Dortmund, 1991. ISBN 3-611-00192-9.
- Frank-Lothar Kroll: "Hessen. Eine starke Geschichte." Konrad Theiss Verlag, Stuttgart, 2006. ISBN 3-8062-2004-2.
- Gerd Bauer y otros autores: "Das Hessen-Lexikon". Fráncfort del Meno, 1999. ISBN 3-8218-1751-8.
- Gerd Bauer: "Die Geschichte Hessens". Fráncfort del Meno, 2002. ISBN 3-8218-1750-X.
- Hessische Staatskanzlei: "Das Hessen InfoBuch. Zahlen, Daten, Fakten und Services." Wiesbaden, 2006.
ISBN 3-933732-61-1.
- Karl Ernst Demandt: "Geschichte des Landes Hessen". Bärenreiter-Verlag, Kassel y Basilea, 1972, 2ª edición.
ISBN 3-7618-0404-0.
- Peter Assion: "Von Hessen in die Neue Welt". Fráncfort del Meno, 1987. ISBN 3-458-14603-2.
- Uwe Schulz: "Die Geschichte Hessens". Konrad Theiss Verlag, Stuttgart, 1983. ISBN 3-8062-0332-6.
- Walter Mühlhausen: "Hessen 1945-1950". Fráncfort del Meno. ISBN 3-458-14292-4.

B) Bibliografía especializada sobre la organización municipal alemana (en alemán e inglés):
- David King: "A Model of Optimum Local Authority Size". Ensayo incluido en Giancarlo Pola y otros autores (coord.): "Developments in local government finance. Theory and policy." Elgar, Cheltenham, 1996. ISBN 1-85898-377-0,
pp. 55-76.
- Günter Püttner: "Kommunale Gebietsreform in den neuen Ländern? – Einführende Bemerkungen." Ensayo incluido en Günter Püttner y Wolfgang Bernet (coord.): "Verwaltungsaufbau und Verwaltungsreform in den neuen Ländern. Beiträge zum deutsch-deutschen Verwaltungsrechtskolloquium am 21. und 22. Juni 1991 in Tübingen." Heymann, Colonia, 1992. ISBN 3-452-22418-X, pp. 1–5.
- Hans Joachim von Oertzen y Werner Thieme (coord.): "Die kommunale Gebietsreform". Nomos, Baden-Baden,
1980-1987.
- Wolfgang Drechsler: "Kommunale Selbstverwaltung und Gemeindegebietsreform. Deutsche Erfahrungen, generelle Erwägungen, estnische Perspektiven." Ensayo incluido en Wolfgang Drechsler (coord.): "Die selbstverwaltete Gemeinde. Beiträge zu ihrer Vergangenheit, Gegenwart und Zukunft in Estland, Deutschland und Europa."
Duncker & Humblot, Schriften zum Öffentlichen Recht, nº 784, Berlín, 1999. ISBN 3-428-09619-3, pp. 119-135.
- Wolfgang Loschelder: "Kommunale Selbstverwaltungsgarantie und gemeindliche Gebietsgestaltung".
Duncker & Humblot, Berlín, 1976. ISBN 3-428-03723-5.